# Островний
Островний (до 1920 року — Йоканьзький погост, до 1938 року — село Йоканьга, до 1981 року — селище Гремиха) — місто в Мурманській області Росії, центр міського округу ЗАТО місто Островний.
Закрита адміністративно-територіальна одиниця (ЗАТО) Островний розташований на узбережжі Баренцевого моря поблизу Йоканьзьких островів, за 12 км від річки Йоканьга та на захід від мису Святий Ніс, за 360 км від Мурманська та за 430 км від Архангельська.
В Закритому адміністративно-територіальному утворенні (ЗАТО) Островний знаходиться військово-морська база Північного флоту Гремиха.
Населення — 2065 чол. (2015).
Одне з найменших міст Росії. З 1996 року його населення скоротилося в 8 разів.
В даний час Гремиха є одним з місць зберігання відпрацьованого ядерного палива підводних човнів Північного флоту і є єдиним місцем, де можливо проводити перезарядку реакторів з рідкометалевим теплоносієм.
Станом на 2008 рік база в більшій мірі використовувалася для відстою списаних підводних човнів.
Станом на 2014 рік вивезено все ВЯП водо-водяних реакторів, з підводних човнів вивантажені всі відпрацювали виймальні частки реакторів з рідкометалевим теплоносієм. Очікується, що Гремиха буде очищена від ядерного палива до 2020 року.
Ні автомобільного, а ні залізничного сполучення з острівними немає і не було (хоча в 1951–1953 роках була зроблена спроба побудувати в місто Кольську залізницю), тому дістатися туди можна або теплоходом «Клавдія Єланська» (14 годин шляху від Мурманську), або вертольотом.
Раніше в місто літав літак Ан-2, у зимовий час, який сідав на лід замерзлого озера Змієозеро, а в літній час на спеціально підготовлену ґрунтову смугу недалеко від міста.